# ولسن زوید
ولسن زوید (به هلندی: Velsen-Zuid) یک روستا در هلند است که در فلسن واقع شده‌است.

## خصوصیات
ولسن زوید ۹۳۰ نفر جمعیت دارد.